# (17702) Kryštofharant
(17702) Kryštofharant, désignation internationale (17702) Krystofharant, est un astéroïde de la ceinture principale.

## Description
(17702) Krystofharant est un astéroïde de la ceinture principale. Il fut découvert le 1er mai 1997 à l'Observatoire d'Ondřejov par Petr Pravec. Il présente une orbite caractérisée par un demi-grand axe de 3,07 UA, une excentricité de 0,07 et une inclinaison de 8,7° par rapport à l'écliptique.

## Compléments